# Libéralisme classique
Le libéralisme classique est un courant de pensée politique de l'époque moderne qui apparait au XVIe siècle et se développe progressivement jusqu'au XXIe siècle. Pour ses partisans, ce n'est pas une idéologie politique, mais une doctrine juridique, puisqu'il s'agit de promouvoir un développement pacifique de la société, de la nation et des individus qui la composent, basé sur un équilibre des différents acteurs en présence avec le minimum d'intervention de l'État pour garantir le respect des règles minimales pour le fonctionnement de cette liberté. Il s'oppose donc à tous les étatismes. Il évolue au fur et à mesure de la confrontation de la théorie à la pratique ou à la réalité historique (par opposition à une idéologie).

## Doctrine
Le libéralisme classique est sceptique quant aux prétentions de l'État à servir l'intérêt général s'il n'y a pas séparation des pouvoirs. En même temps, l'État de droit est nécessaire afin de garantir les libertés individuelles. Les représentants de ce courant sont John Locke et Charles de Montesquieu. Le libéralisme classique est aujourd'hui représenté par le centre et la droite politique.
Le libéralisme classique peut être vu comme plus laissez-fairiste qu'un courant du libéralisme plus proche des conservateurs,, généralement plus étatistes. Les principaux adversaires de cette pensée politique, fondée sur le droit naturel, sont les « philosophes de l'Histoire », les positivistes et à certains égard les utilitaristes malgré leurs origines classiques. Les classiques, tels Leo Strauss, considèrent que ces libéraux politiques sont des nihilistes. Ceux-ci seraient coupables d'avoir préparé le terrain pour le totalitarisme. Cette distinction est nécessaire pour comprendre l'histoire du libéralisme et la réception de la modernité.

## Histoire
Les penseurs de ce mouvement se basent sur l'idée d'une auto-régulation de l'organisation sociale et de l'économie à partir d'une réflexion historique. Cette réflexion suppose un certain « optimisme » quant à la capacité de la société à s'auto-réguler pour limiter les conséquences négatives. Ainsi, les détracteurs assimilent la progression de la pauvreté (ou de la misère) comme la difficulté d'accès à certains biens (médicaments…) ou services par une partie de la population à une conséquence du libéralisme du fait d'une régulation par l'État très limitée et de l'absence de redistribution planifiée (« État providence »). Les libéraux classiques ne nient pas ces faits mais pensent qu'ils sont issus d'autres facteurs historiques et montrent que les principes « libéraux » favorisent les sorties de crise et limitent ces périodes par un développement économique plus fort.
En France, il s'opposa au « libéralisme social » défendu par certains jacobins français et les révolutionnaires des XVIIIe et XIXe siècles, et au socialisme. Il fut incarné par Benjamin Constant, Alexis de Tocqueville et surtout Frédéric Bastiat.
Un courant progressiste est présent aux États-Unis, nommé « social-libéralisme » ou « libéralisme américain moderne », par opposition au libéralisme classique. Ce courant s'est développé au début du XXe siècle. Actuellement incarné par le Parti démocrate, ses représentants les plus célèbres sont Franklin Delano Roosevelt ou John Fitzgerald Kennedy. Il est économiquement inspiré des théories de John Maynard Keynes. Un courant réellement libéral subsiste à travers deux mouvements : les paléoconservateurs, combinant les principes libéraux classiques avec le nationalisme américain, le traditionalisme et le conservatisme, faisant d'eux des nationaux-libéraux. Ensuite, vient le mouvement libertarien, tendant vers l'anarchie en refusant toute intervention de l'État : la liberté est alors un absolu dans la mesure où cela n'interfère pas avec les droits et libertés d'autrui.